# Discografia di Kelsea Ballerini
La discografia di Kelsea Ballerini, cantautrice statunitense, comprende tre album in studio, un EP e 13 singoli, di cui due in collaborazione con altri artisti.

## Album

### Album in studio
| Anno | Titolo | Posizione massima | Posizione massima | Posizione massima | Posizione massima | Certificazioni |
| Anno | Titolo | US                | AUS               | CAN               | UK                | Certificazioni |
| ---- | --- | ----------------- | ----------------- | ----------------- | ----------------- | -------------- |
| 2015 | The First Time - Pubblicato: 19 maggio 2015 - Etichetta: Black River Entertainment - Formati: CD, LP, download digitale, streaming    | 31                | 33                | —                 | —                 | - USA: Platino |
| 2017 | Unapologetically - Pubblicato: 3 novembre 2017 - Etichetta: Black River Entertainment - Formati: CD, LP, download digitale, streaming | 7                 | 12                | 18                | 50                | - USA: Oro     |
| 2020 | Kelsea - Pubblicato: 20 marzo 2020 - Etichetta: Black River Entertainment - Formati: CD, LP, download digitale, streaming             | 12                | 27                | 23                | 84                |                |
| 2020 | Ballerini - Pubblicato: 11 settembre 2020 - Etichetta: Black River Entertainment - Formati: CD, LP, download digitale, streaming      | 89                | —                 | —                 | —                 |                |

## Extended play
| Anno | Titolo e dettagli |
| ---- | --- |
| 2014 | Kelsea Ballerini - Pubblicato: 24 novembre 2014 - Etichetta: Black River Entertainment - Formati: download digitale, streaming |

## Singoli

### Come artista principale
| 2014                                                                                          | Love You Like You Mean It                 | 45  | 61 | The First Time   |
| 2015                                                                                          | Dibs                                      | 58  | 96 | The First Time   |
| 2016                                                                                          | Peter Pan                                 | 35  | 75 | The First Time   |
| 2016                                                                                          | Yeah Boy                                  | 65  | —  | The First Time   |
| 2017                                                                                          | Legends                                   | 68  | —  | Unapologetically |
| 2018                                                                                          | I Hate Love Songs                         | 125 | —  | Unapologetically |
| 2018                                                                                          | Miss Me More                              | 47  | 74 | Unapologetically |
| 2019                                                                                          | Homecoming Queen?                         | 65  | —  | Kelsea           |
| 2020                                                                                          | The Other Girl (con Halsey)               | 95  | —  | Kelsea           |
| 2020                                                                                          | Hole in the Bottle                        | 39  | 41 | Kelsea           |
| 2021                                                                                          | Half of My Hometown (feat. Kenny Chesney) | 87  | —  | Bellerini        |
| "—" indica che l'opera non si è classificata o che non è stata pubblicata in quel territorio. |                                           |     |    |                  |

### Come artista ospite
| 2018                                                                                          | This Feeling (The Chainsmokers feat. Kelsea Ballerini) | 50 | 17 | 34 | 197 | 26 | 23 | 88 | 63 | Sick Boy |
| 2020                                                                                          | If We Never Met (John K feat. Kelsea Ballerini)        | —  | —  | —  | —   | —  | —  | —  | —  | N.D.     |
| "—" indica che l'opera non si è classificata o che non è stata pubblicata in quel territorio. |                                                        |    |    |    |     |    |    |    |    |          |

### Singoli promozionali
| Anno | Titolo                | Album            |
| ---- | --------------------- | ---------------- |
| 2017 | Unapologetically      | Unapologetically |
| 2017 | High School           | Unapologetically |
| 2019 | Better Luck Next Time | N.D.             |
| 2019 | Club                  | Kelsea           |
| 2020 | LA                    | Kelsea           |